# The Encyclopedia of New York City
The Encyclopedia of New York City é um livro de referência abrangente sobre Nova Iorque. O historiador e professor da Universidade de Columbia Kenneth T. Jackson editou este trabalho que combina informações informativas e interessantes sobre a cidade de Nova Iorque em um único volume, publicado pela primeira vez em 1995 pela New-York Historical Society e pela Yale University Press e agora disponível em sua segunda edição, em 2010.

## Conteúdo
A enciclopédia abrange as artes, arquitetura, demografia, educação, meio ambiente, governo e política, mídia, cultura popular, ciência e transporte. Ele contém mais de 4.300 entradas, incluindo 680 ilustrações, fotografias, mapas, gráficos e tabelas que combinam estatísticas e registros públicos que geralmente são de difícil acesso. As inscrições são escritas por especialistas em seus respectivos campos e fornecem referências bibliográficas para fontes mais detalhadas.

## Segunda edição
The Encyclopedia of New York, Second Edition foi lançada em 1 de dezembro de 2010 pela Yale University Press. Agora são 1.584 páginas, acima das 1.392 páginas da primeira edição e tem mais de oitocentas novas entradas e cinco mil entradas substancialmente atualizadas.

## Prêmios
A primeira edição vendeu mais de 75 mil cópias e ficou entre as cinco mais vendidas na longa história da Yale University Press. Entre suas honras são:
- Recebedor do Prêmio Biblioteca de Nova Iorque de 1995 pelo melhor livro sobre Nova Iorque
- Foi nomeado um excelente livro de referência de 1995 pela American Library Association (Booklist) e pela New York Public Library.
- Recebeu uma menção honrosa para a Medalha Dartmouth de 1996
- Foi uma seleção do History Book Club e da Assinatura do Leitor